# Savage Amusement
Savage Amusement és l'11è àlbum d'estudi del grup de Heavy Metal alemany Scorpions, publicat el 1988. Es va posicionar com a #5 als EUA on va obtenir disc de Platí per juny.
L'àlbum és la continuació després del gran èxit de Love at First Sting, però té diferències musicals del seu predecessor. En aquest àlbum es fa notar que Scorpions vol experimentar en diferents gèneres, però mai dràsticament, anant més cap a un estil de ràdio.
Encara hi ha cançons de hard rock, com el "Don't Stop At The Top" i "Media Overkill", però hi ha altres cançons que tendeixen a l'experimentació, com el rock progressiu influït de "Walking On The Edge". La cançó "Passion Rules The Game" també té alguna influència de la música dance.

## Llista de cançons
1. "Don't Stop At The Top"  (música Schenker / veu Meine-Rarebell) – 4:03
2. "Rhythm of Love"  (Schenker / Meine) – 3:47
3. "Passion Rules The Game"  (Rarebell / Meine) – 3:58
4. "Media Overkill"  (Schenker / Meine) – 3:32
5. "Walking On The Edge"  (Schenker / Meine) – 5:05
6. "We Let It Rock...You Let It Roll"  (Schenker / Meine) – 3:38
7. "Every Minute Every Day"  (Schenker / Meine) – 4:21
8. "Love On The Run"  (Schenker / Meine-Rarebell) – 3:35
9. "Believe In Love"  (Schenker / Meine) – 5:20

## Formació
- Klaus Meine: Cantant
- Rudolf Schenker: Guitarra
- Matthias Jabs: Guitarra
- Francis Buchholz: Baix
- Herman Rarebell: bateria

- Produït per Dieter Dierks per a Breeze-Music

## Èxits

### Àlbum
Billboard (Amèrica del Nord)
| Any  | Tipus             | Posició |
| ---- | ----------------- | ------- |
| 1988 | The Billboard 200 | #5      |

### Singles
| Any  | Cançó             | Tipus                  | Posició |
| ---- | ----------------- | ---------------------- | ------- |
| 1988 | "Rhythm Of Love"  | The Billboard Hot 100  | #75     |
| 1988 | "Rhythm Of Love"  | Mainstream Rock Tracks | #6      |
| 1988 | "Believe In Love" | Mainstream Rock Tracks | #12     |